# Manole, Plovdiv
Manole (în bulgară Маноле) este un sat în comuna Marița, regiunea Plovdiv,  Bulgaria. 

## Demografie
Componența etnică a satului Manole
     Bulgari (84,95%)
     Romi (4,46%)
     Turci (2,92%)
     Nicio identificare (7,66%)
La recensământul din 2011, populația satului Manole era de 2.937 locuitori. Din punct de vedere etnic, majoritatea locuitorilor (84,95%) erau bulgari, existând și minorități de romi (4,46%) și turci (2,92%). Pentru 7,66% din locuitori nu este cunoscută apartenența etnică.